# Caitlin Dijkstra
Caitlin Johanna Philomena Dijkstra (* 30. Januar 1999 in Breda) ist eine niederländische Fußballspielerin, die zumeist in der Abwehr eingesetzt wird. Sie spielte 2021 erstmals für die A-Nationalmannschaft. Seit Juli 2024 spielt sie für den VfL Wolfsburg.

## Karriere

### Vereine
Caitlins Vater Meindert Dijkstra spielte bei verschiedenen Vereinen in den Niederlanden und kurzzeitig bei Notts County. Caitlin hätte als Fan von NAC Breda gern bei dem Verein gespielt, da dieser aber keine Mädchenmannschaft hatte, begann sie bei RKVV JEKA mit dem Fußballspielen. Nach einer Zwischenstation bei CTO Eindhoven, wechselte sie im Sommer 2018 zu Ajax Amsterdam. Ihren ersten Einsatz für Ajax hatte sie im Viertelfinalhinspiel der UEFA Women’s Champions League 2018/19, als sie in der 89. Minute beim Stand von 0:4 gegen Titelverteidiger Olympique Lyon eingewechselt wurde. Es folgten 14 Einsätze in der Eredivisie 2018/19. Am 11. Mai 2019 gewann sie mit Ajax das niederländische Pokalfinale gegen PEC Zwolle und damit ihren ersten Titel. Die folgende Saison wurde wegen der COVID-19-Pandemie vorzeitig abgebrochen, so dass sie nur auf sieben Einsätze kam. Nach 17 Einsätzen in der Saison 2020/21 und zwei Sechzehntelfinalspielen (1:3 und 0:3 gegen FC Bayern München) in der UEFA Women’s Champions League 2020/21 wechselte sie zur Saison 2021/22 zu FC Twente Enschede, wo sie sofort Stammspielerin wurde und ihre erste Meisterschaft gewann – wozu sie drei Tore beitrug. In der Qualifikation für die Gruppenphase der UEFA Women’s Champions League 2021/22 scheiterte sie aber mit Twente in der zweiten Runde und für die Gruppenphase der UEFA Women’s Champions League 2022/23 in der ersten Runde jeweils an Benfica Lissabon.

### Nationalmannschaft
Im Oktober 2015 nahm sie mit der U17-Mannschaft an der ersten Qualifikationsrunde zur U-17-Fußball-Europameisterschaft der Frauen 2016 teil und wurde beim 8:0 im zweiten Gruppenspiel gegen die Republik Moldau zur zweiten Halbzeit eingewechselt. Im ersten Spiel hatten ihre Mitspielerinnen mit 6:0 gegen Bulgarien gewonnen und im letzten Gruppenspiel trennten sie sich mit 1:1 von Norwegen, das gegen die beiden anderen Mannschaften höher gewonnen hatte. Als Gruppenzweite waren die Niederländerinnen aber auch für die Eliterunde qualifiziert. Dijkstra kam im Februar 2016 noch bei zwei Freundschaftsspielen der U-17 zum Einsatz, die Eliterunde im März, bei der die Niederländerinnen an Italien scheiterten, fand ohne sie statt. Im Oktober 2016 nahm sie dann mit der U-19-Mannschaft an der ersten Qualifikationsrunde zur U-19-Fußball-Europameisterschaft der Frauen 2017 teil und wurde in zwei Spielen eingesetzt. Ihre Mannschaft qualifizierte sich mit drei Siegen für die Eliterunde, bei der sie im April 2017 Heimrecht hatte. Sie kam in den drei Spielen zum Einsatz und konnte sich mit zwei 5:0-Siegen gegen Slowenien und Portugal sowie einem torlosen Remis gegen Frankreich für die Endrunde in Nordirland qualifizieren. Bei dieser trafen sie erneut auf Frankreich, konnten diesmal aber mit 2:0 gewinnen und auch die Engländerinnen mit diesem Ergebnis besiegen. Durch ein 3:3 gegen Italien wurden sie Gruppensiegerinnen und trafen im Halbfinale auf Spanien, gegen das mit 2:3 verloren wurde. Dijkstra  wurde in den vier Spielen eingesetzt, wobei sie je einmal aus- und eingewechselt wurde. Bereits mit dem Halbfinaleinzug hatten sich die Niederländerinnen erstmals für die U-20-Fußball-Weltmeisterschaft der Frauen 2018 qualifiziert. Auch bei dieser trafen sie im August 2018 auf Frankreich, verloren nun aber mit 0:4. Da sie aber die beiden anderen Spiele gegen Neuseeland und Ghana gewannen, erreichten sie das Viertelfinale, in dem sie aber mit 1:2 gegen England verloren. Dijkstra kam in den vier Spielen zum Einsatz und verpasste keine Minute. Zuvor hatte sie aber mit der U-19-Mannschaft noch im Oktober 2017 und April 2018 an den beiden Qualifikationsrunden für die U-19-Fußball-Europameisterschaft der Frauen 2018 teilgenommen und am 18. Oktober 2017 beim 12:0 gegen Lettland ihr erstes Länderspieltor zum 9:0-Zwischenstand erzielt. Das Qualifikationsspiel am 10. April 2018 gegen Ungarn war dann ihr letztes Spiel für die U-19-Mannschaft. Die Endrunde im Juli 2018 fand dann ohne sie statt, da sie einen Monat später an der U-20-WM teilnahm. Zwischen Mai 2019 und April 2021 bestritt sie neun Freundschaftsspiele für die Jong OranjeLeeuwinnen gegen U-23-Nationalmannschaften.
Im November 2021 wurde sie dann erstmals in der A-Nationalmannschaft eingesetzt. Beim torlosen Freundschaftsspiel gegen Japan stand sie in der Startelf und spielte über 90 Minuten. Es folgten zwei Einsätze beim Tournoi de France im Februar 2022 und ihr erster Pflichtspieleinsatz beim 12:0-Rekordsieg am 8. April 2022 gegen Zypern in der Qualifikation für die WM 2023. Am 31. Mai 2022 wurde sie für die EM-Endrunde nominiert. Bei der EM gehörte sie aber zu den drei Feldspielerinnen ihrer Mannschaft, die nicht eingesetzt wurden.
In den ersten vier Spielen des Jahres 2023 wurde sie nur zu Kurzeinsätzen von insgesamt 31 Minuten eingewechselt. Am 30. Juni 2023 wurde sie für die WM-Endrunde nominiert. Bei der WM hatte sie einen Kurzeinsatz im letzten Gruppenspiel gegen Vietnam und in der Verlängerung des verlorenen Viertelfinales gegen den späteren Weltmeister Spanien.
In der erstmals ausgetragenen UEFA Women’s Nations League 2023/24 wurde sie in allen sechs Gruppenspielen und den beiden Finalspielen eingesetzt. Als Vierte konnten sie sich nicht für die Olympischen Spiele 2024 qualifizieren. In der anschließenden Qualifikation für die EM 2025 wurde sie in den ersten beiden Spielen eingesetzt. Als Gruppenzweite hinter Italien qualifizierten sich die Niederländerinnen direkt für die EM-Endrunde.
Sie wurde auch für die EM-Endrunde 2025 nominiert: Dort kam sie in den drei Gruppenspielen zum Einsatz, nach denen die Niederländerinnen ausschieden.

## Erfolge
- Niederländische Pokalsiegerin 2018/19 (mit Ajax), 2022/23 (mit Twente)
- Niederländische Meisterin 2021/22 (mit Twente)
- Niederländische Super-Pokalsiegerin 2022/2023 (mit Twente)